# Noir Désir en images

Noir Désir en images est un double DVD, réalisé par Don Kent et sorti le 19 septembre 2005, retraçant la dernière tournée du groupe de rock français Noir Désir. Il contient le live passé une fois sur Canal+ enregistré le 12 décembre 2002 aux Arènes de l'Agora d'Évry intitulé Comme elle vient, qui n'était auparavant disponible qu'en bootleg sous le titre The last show. 
Cet enregistrement ne contient cependant pas l'ensemble du concert qui avait été donné, mais renferme la plupart des clips, des extraits de concerts, des documentaires, ainsi que des clips vidéo.

## Contenu
DVD 1
- Concert à l'Agora d'Évry le 12 décembre 2002,
- Concert aux Eurockéennes de Belfort, juillet 1997,
- Concert acoustique à Buenos Aires du 20 juin 1997,
- Concert aux Eurockéennes le 5 juillet 2002,
- Concert de soutien au GISTI le 7 avril 1999.

DVD 2
- Clips.

## Récompense
En mars 2006 il remporte le prix du DVD musical de l'année aux Victoires de la musique.